# Aad Leenheer
Aad Leenheer (4 januari 1962) is een Nederlands voormalig voetballer die uitkwam voor Excelsior. Hij speelde als verdediger.